# Gal-itàlic de Sicília
El gal-sícul, gal-itàlic o gal-sicilià és una llengua indoeuropea, que està molt relacionada amb el llatí, com es desprèn de la inscripció més llarga escrita en gal-sícul que data del segle v aC i va ser trobada a Centuripe en un askos (fragment d'atuell) que avui es conserva en el museu arqueològic de Karlsruhe a Alemanya, o de la famosa inscripció practicada sobre un bloc de sorra en el costat est de l'obertura d'ingrés del portal meridional de la ciutat de Mendolito i disposat en dues línies de dreta a esquerra. Aquest últim epígraf, que data de la segona meitat del segle vi aC, és l'únic de caràcter públic conegut fins ara i el seu text encara genera controvèrsies en la seva interpretació. Fondachelli-Fantina és avui un important reducte, des d'un punt de vista històric, per la presència d'aquest dialecte, que encara es conserva en altres municipis de Sicília: San Fratello, Nicosia, Sperlinga, Piazza Armerina, Valguarnera Caropepe, Aidone, San Piero Patti, Novara di Sicilia, Montalbano Elicona i Tripi.